# Tuka
Tuka törpefalu Újszentmargita község része Hajdú-Bihar vármegyében, a Balmazújvárosi járásban.

## Fekvése
Tiszacsege és Újszentmargita között, a Tisza bal partján fekszik, a Hortobágyi Nemzeti Park (HNP) része.

## Története
Története ismeretlen, homály fedi. Valószínűleg sorsa Újszentmargitáéval fejlődött párhuzamosan. A Tisza folyó egykori medre a falutól kb 1 km-re folyhatott el, ami élelmet és menedéket adhatott az ott élők számára. Mindazonáltal vadban igen bővelkedett. A Tisza szabályozását követően az egykori ártér kiszáradt, a megmaradt holtágakat Sulymos és Selypes néven találhatjuk meg. Az egykori környékbeli tanyavilág jelei a mai napig megtalálhatóak a Selypes holtág mentén és túloldalán. A törpefalu egykoron saját iskolával, és nagyobb méretekkel rendelkezett. Mára az újszentmargitai polgármesteri hivatal döntésére a falu elsorvasztásra ítéltetett Nagyszög és Kendergyár mintájára. A népesség gyakorlatilag alig haladja meg az ötven fős lélekszámot, pedig egykoron még kisvasút is vezetett a településre.

## Látnivalók
- Egykori tanyavilág maradványai
- Selypes és Sulymos holtágak
- Hortobágyi Nemzeti Park
- Moto- és autocross pálya
- Alföldi jellegű vályog parasztházak.
- A helybeliek által csak Pipi Tanya néven emlegetett Bartha Tanya, amely a Selypes partján az erdő közepében bújik meg.
- Sok engedélyköteles illetve engedély nélkül is horgászható vizet találhatunk a vonzáskörzetében, télen, pedig aki szereti, hódolhat fácánvadászatnak is.

## Külső hivatkozások
- Újszentmargita az Utazom.com honlapján